# Andreas Brantelid

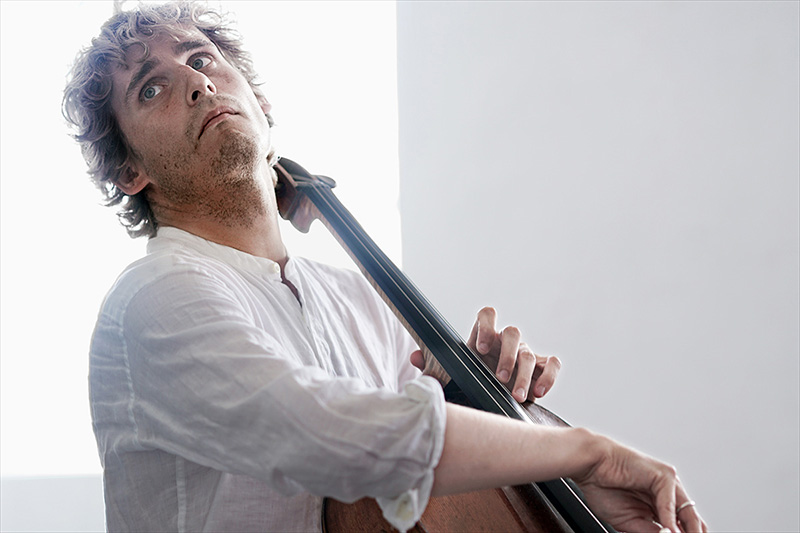
Andreas Brantelid (2018)

Andreas Brantelid (* 8. Oktober 1987 in Kopenhagen) ist ein schwedisch-dänischer Cellist.

## Leben und Karriere
Andreas Brantelid wurde als Sohn des Cellisten Ingemar Brantelid geboren. Den ersten Musikunterricht erhielt er von seinem Vater. Er gab sein Konzertdebüt im Alter von 14 Jahren mit Edward Elgars Cellokonzert mit dem Royal Danish Orchestra. 2006 gewann er als Vertreter Schwedens den Wettbewerb Eurovision Young Musicians und wurde im folgenden Jahr zum DR Kunstner 2007 (Künstler des Jahres) gekürt. Von 2008 bis 2011 wurde er von Frans Helmerson an der Kronberg Academy unterrichtet. 2009 erhielt er den Kulturpreis des dänischen Kronprinzenpaares (Crown Prince Couple’s Culture Prize). Von 2012 bis 2015 war er einer der „Jungen Wilden“ am Konzerthaus Dortmund.
Brantelid hat mit einer Vielzahl internationaler Orchester gespielt, darunter dem London Philharmonic Orchestra, dem City of Birmingham Symphony Orchestra, dem BBC Symphony Orchestra und der BBC Philharmonic, der Seattle Symphony, dem Rundfunk-Sinfonieorchester Berlin, dem Tonhalle-Orchester Zürich, dem Orchestre des Champs-Élysées und vielen anderen.
Brantelid spielt das Stradivari-Cello «Boni, Hegar» von 1707.